# Tamazic
El tamazic o tamazight (amazic: ⵜⴰⵎⴰⵣⵉⵖⵜ, tamaziɣt, /tamaˈzɪʁt/ [θæmæˈzɪxθ]) és una variant de llengua amaziga pertanyent a la família lingüística afroasiàtica i parlada principalment al Marroc a la zona de l'Atles Mitjà per uns 3.600.000 parlants, més uns pocs a Algèria i França. A partir del segle vii va començar un procés d'assimilació amb l'arribada de grups de llengua àrab.
En amazic, el terme tamaziɣt o tamazight s'usa tant per la llengua amaziga en general com per la parla del Marroc central en particular, a més del gentilici femení. Per això també s'anomena tamazic del Marroc Central, tot i que en català no és necessària la distinció perquè el terme amazic prové del gentilici masculí.

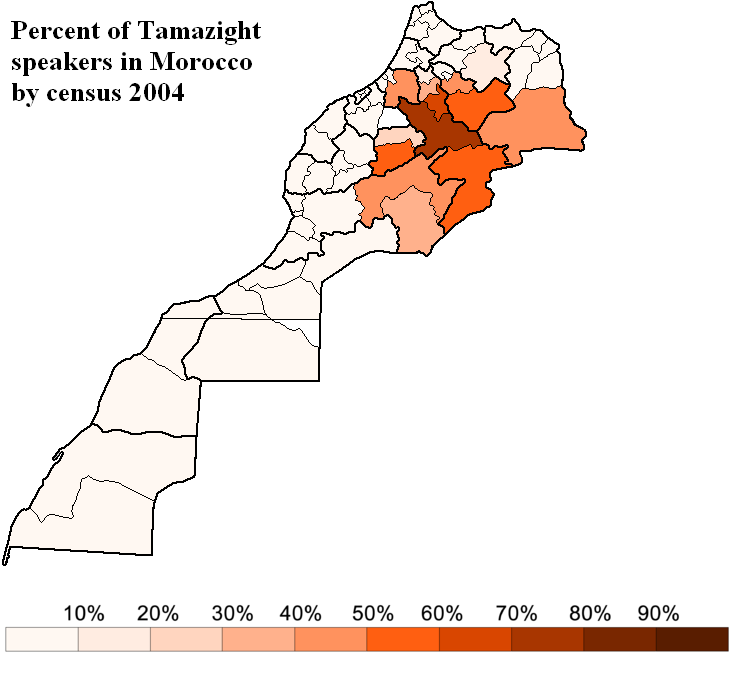
Percentatge de parlants de tamazic (ús quotidià, en 2004)

Originalment el tamazic, com altres llengües amazigues, s'escrivia molt poc. No obstant això, actualment existeixen tres sistemes d'escriptura per a la llengua: el tifinag, l'alfabet àrab i l'alfabet llatí. Al setembre de 2003, el tifinagh va començar a ser ensenyat als nens a les escoles marroquines, mentre que l'alfabet llatí és preferit pels lingüistes amazigh i els investigadors. L'alifat o alfabet àrab predomina en la literatura amaziga del Marroc.
El tamazic és una de les quatre llengües amazigues més parlades al costat del cabilenc, el rifeny i el taixelhit, rivaliza amb aquest últim com la llengua amaziga més parlada al Marroc. El tamazic és parlat principalment per la tribu dels Ait Atta i la variant meridional pels Ait Haddidu, Ait Sadden, Ait Ayach (tribu composta per 22 pobles al llarg del riu Ansegmir als peus de la muntanya Ayachi a 22 km a l'oest de la ciutat de Midelt) i altres tribus. El taixelhit és parlat en l'Alt Atles occidental i bona part del sud-oest del país, i el rifeny, parlat al nord, sobretot al Rif. El tamazic és molt proper al taixelhit, de manera que parlants de tots dos dialectes poden comunicar-se sense majors problemes; el rifeny és del grup zenata i n'és més allunyat.
Diferenciar aquests dialectes pot ser complicat a causa del fet que parlants d'altres llengües es poden referir també a la seva llengua pròpia com tamaziɣt. Addicionalment, la diferència entre aquests tres dialectes és majorment fonològica i lèxica més que sintàctica. El tamazic pròpiament posseeix un alt grau de diversitat interna, incloent si ocorre lenició. Com és típic en les llengües afroasiàtiques, el tamazic té una sèrie de consonants emfàtiques, així com uvulars i faringeals. Aquest idioma posseeix un sistema fonèmic trivocàlic, però també posseeix moltes paraules sense aquestes vocals fonèmiques.